# Nevianipora pulcherrima
Nevianipora pulcherrima är en mossdjursart som först beskrevs av James Barrie Kirkpatrick 1890.  Nevianipora pulcherrima ingår i släktet Nevianipora och familjen Filisparsidae. Inga underarter finns listade i Catalogue of Life.